# TV Novi Sad 2
TV Novi Sad 2 este canalul al doilea al televiziunii publice din Voivodina, care difuzează programe și în limba română. A fost înființat pe 2 mai 1932.